# Прва Кутина
Прва Кутина је насељено место у градској општини Нишка Бања на подручју града Ниша у Нишавском округу. Према попису из 2022. било је 908 становника (према попису из 1991. било је 1085 становника). Налази се поред Кутинске реке на путу Нишка Бања - Гаџин Хан, недалеко од Нишке Бање.

## Саобраћај
До Прве Кутине се може доћи приградском линијом 37 ПАС Ниш - Насеље Никола Тесла - Прва Кутина - Лазарево Село.

## Демографија
У насељу Прва Кутина живи 800 пунолетни становник, а просечна старост становништва износи 45,7 година (45,9 код мушкараца и 45,3 код жена). У насељу има 366 домаћинстава, а просечан број чланова по домаћинству је 2,48.
Ово насеље је великим делом насељено Србима (према попису из 2002. године), а у последња три пописа, примећен је пораст у броју становника.
|  |

| Демографија | Демографија | Демографија |
| Година      | Становника  | Становника  |
| ----------- | ----------- | ----------- |
| 1948.       | 1.032       |             |
| 1953.       | 868         |             |
| 1961.       | 971         |             |
| 1971.       | 1.131       |             |
| 1981.       | 1.048       |             |
| 1991.       | 1.085       | 1.061       |
| 2002.       | 1.900       | 1.960       |
| 2011.       | 956         |             |
| 2022.       | 908         |             |

| Етнички састав према попису из 2002.‍ | Етнички састав према попису из 2002.‍ | Етнички састав према попису из 2002.‍ | Етнички састав према попису из 2002.‍ | Етнички састав према попису из 2002.‍ |
| ------------------------------------ | ------------------------------------ | ------------------------------------ | ------------------------------------ | ------------------------------------ |
|                                      |                                      |                                      |                                      |                                      |
| Срби                                 | Срби                                 |                                      | 1.837                                | 96,68%                               |
| Роми                                 | Роми                                 |                                      | 54                                   | 2,84%                                |
| Македонци                            | Македонци                            |                                      | 2                                    | 0,10%                                |
| Бугари                               | Бугари                               |                                      | 2                                    | 0,10%                                |
| Црногорци                            | Црногорци                            |                                      | 1                                    | 0,05%                                |
| Хрвати                               | Хрвати                               |                                      | 1                                    | 0,05%                                |
| непознато                            | непознато                            |                                      | 0                                    | 0,0%                                 |

| Година пописа     | 1948. | 1953. | 1961. | 1971. | 1981. | 1991. | 2002. |
| ----------------- | ----- | ----- | ----- | ----- | ----- | ----- | ----- |
| Број домаћинстава | 208   | 193   | 256   | 296   | 301   | 332   | 598   |

| Број чланова      | 1  | 2   | 3   | 4   | 5  | 6  | 7 | 8 | 9 | 10 и више | Просек |
| ----------------- | -- | --- | --- | --- | -- | -- | - | - | - | --------- | ------ |
| Број домаћинстава | 74 | 138 | 145 | 152 | 52 | 23 | 8 | 3 | 2 | 1         | 3,18   |

| Пол    | Укупно | Неожењен/Неудата | Ожењен/Удата | Удовац/Удовица | Разведен/Разведена | Непознато |
| ------ | ------ | ---------------- | ------------ | -------------- | ------------------ | --------- |
| Мушки  | 834    | 245              | 528          | 41             | 18                 | 2         |
| Женски | 759    | 126              | 535          | 76             | 19                 | 3         |
| УКУПНО | 1.593  | 371              | 1.063        | 117            | 37                 | 5         |

| Пол    | Укупно                    | Пољопривреда, лов и шумарство | Рибарство                            | Вађење руде и камена | Прерађивачка индустрија       |
| ------ | ------------------------- | ----------------------------- | ------------------------------------ | -------------------- | ----------------------------- |
| Мушки  | 369                       | 6                             | 0                                    | 0                    | 157                           |
| Женски | 242                       | 2                             | 0                                    | 0                    | 101                           |
| УКУПНО | 611                       | 8                             | 0                                    | 0                    | 258                           |
| Пол    | Производња и снабдевање   | Грађевинарство                | Трговина                             | Хотели и ресторани   | Саобраћај, складиштење и везе |
| Мушки  | 8                         | 31                            | 45                                   | 10                   | 27                            |
| Женски | 2                         | 4                             | 38                                   | 18                   | 7                             |
| УКУПНО | 10                        | 35                            | 83                                   | 28                   | 34                            |
| Пол    | Финансијско посредовање   | Некретнине                    | Државна управа и одбрана             | Образовање           | Здравствени и социјални рад   |
| Мушки  | 2                         | 8                             | 18                                   | 14                   | 25                            |
| Женски | 4                         | 3                             | 5                                    | 13                   | 33                            |
| УКУПНО | 6                         | 11                            | 23                                   | 27                   | 58                            |
| Пол    | Остале услужне активности | Приватна домаћинства          | Екстериторијалне организације и тела | Непознато            | Непознато                     |
| Мушки  | 2                         | 0                             | 0                                    | 16                   | 16                            |
| Женски | 7                         | 0                             | 0                                    | 5                    | 5                             |
| УКУПНО | 9                         | 0                             | 0                                    | 21                   | 21                            |

## Споменици културе
- Црква Светог Архангела Гаврила - део је парохије у насељу "Никола Тесла" у Нишу. Како стоји на самом сајту Епархије нишке, ова црква подигнута је 1878. године, а освећена давне 1988. године. 26. јула Црква слави Сабот Светог Архангела Гаврила.[4]
- Споменик НОБ - у склопу парка, одмах поред фудбалског терена у Првој Кутини, налази се споменик Наородноослободилачкој борби у Другом светском рату (1941 - 1945 године). На самом споменику, исписана су имена и презимена особа које су живот положиле у овим борбама. Оно што се може забележити да је сам споменик у скоријем периоду рестаруриан и поново га краси бела боја. Златном бојом одрађени су наптписи који красе овај споменик.

## Галерија
- Спомеик НОБ
- Мермерни натпис на споменику НОБ
- Запис